# Rover (Raumfahrt)

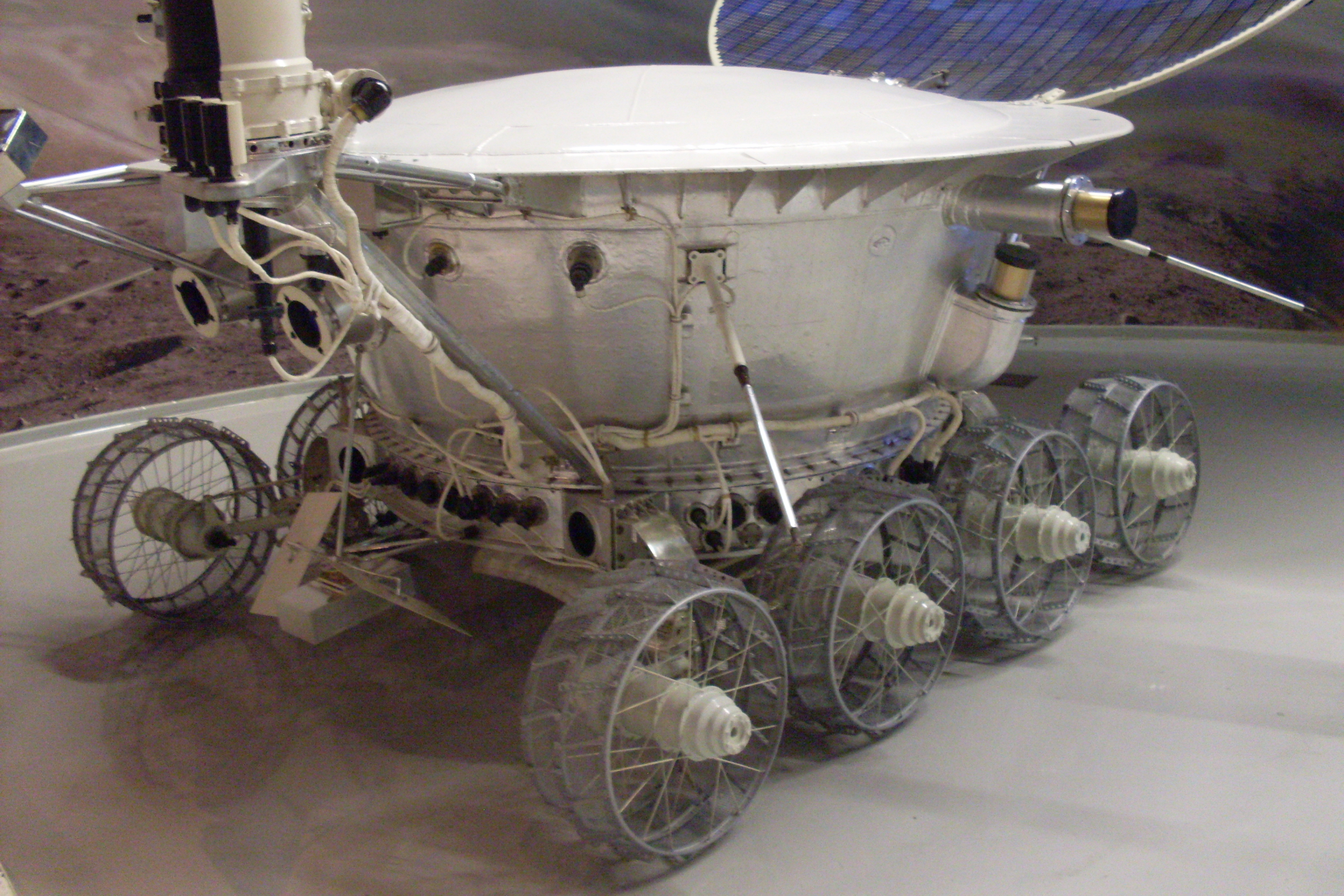
Lunochod 1

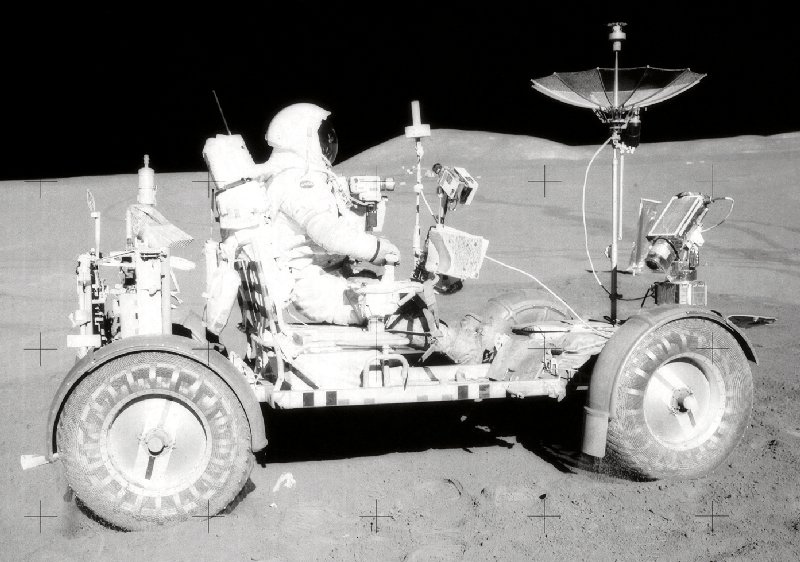
Lunar Roving Vehicle

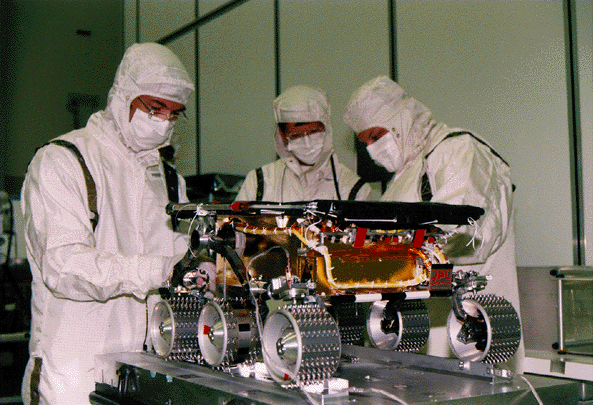
Sojourner Rover

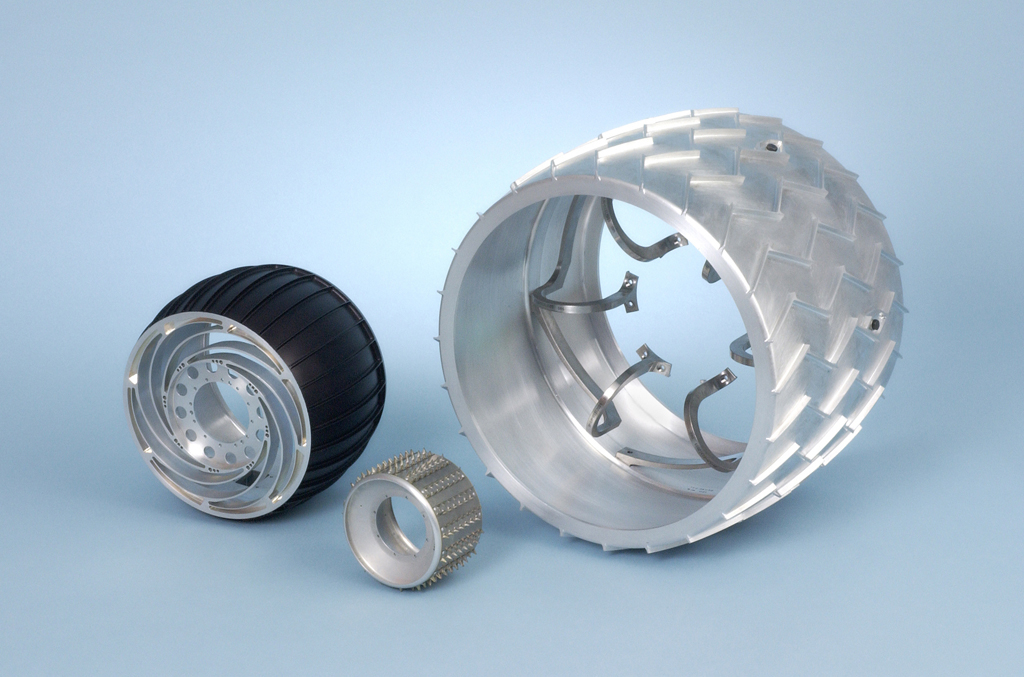
Radgrößen der US-Marsrover: v. l. n. r. MER, Sojourner und Curiosity

Ein Rover (englisch für Vagabund, Wanderer) ist in der Raumfahrt ein bemanntes oder ferngesteuertes Landfahrzeug, das dazu dient, fremde Himmelskörper zu erkunden. Bisher wurden Rover auf dem Mond, dem Mars und auf Asteroiden eingesetzt. Die dauerhafte Energieversorgung der Fahrzeuge erfolgt entweder über Solarzellen (z. B. bei Lunochod und Spirit/Opportunity) oder über Radionuklidbatterien wie im Mars Science Laboratory. Eine Beheizung kann mit Radionuklid-Heizelementen erfolgen.

## Techniken zur Fortbewegung
Zur Fortbewegung können verschiedene Techniken eingesetzt werden. Zu diesen zählen Räder, Kettenlaufwerke, das „Gehen“ auf robotischen Beinen, Springen oder Rollen. Zum Beispiel wurde vom DLR der Rover Mascot
entwickelt und erfolgreich eingesetzt, ein kleiner würfelförmiger Rover, der kontrollierte Sprünge machen und sich damit etwa in Umgebungen mit geringer Schwerkraft fortbewegen konnte.

## Mondrover
Mondrover werden auch als „Mondmobile“ bezeichnet, in Anlehnung an das Wort Automobil.

### Gestartet

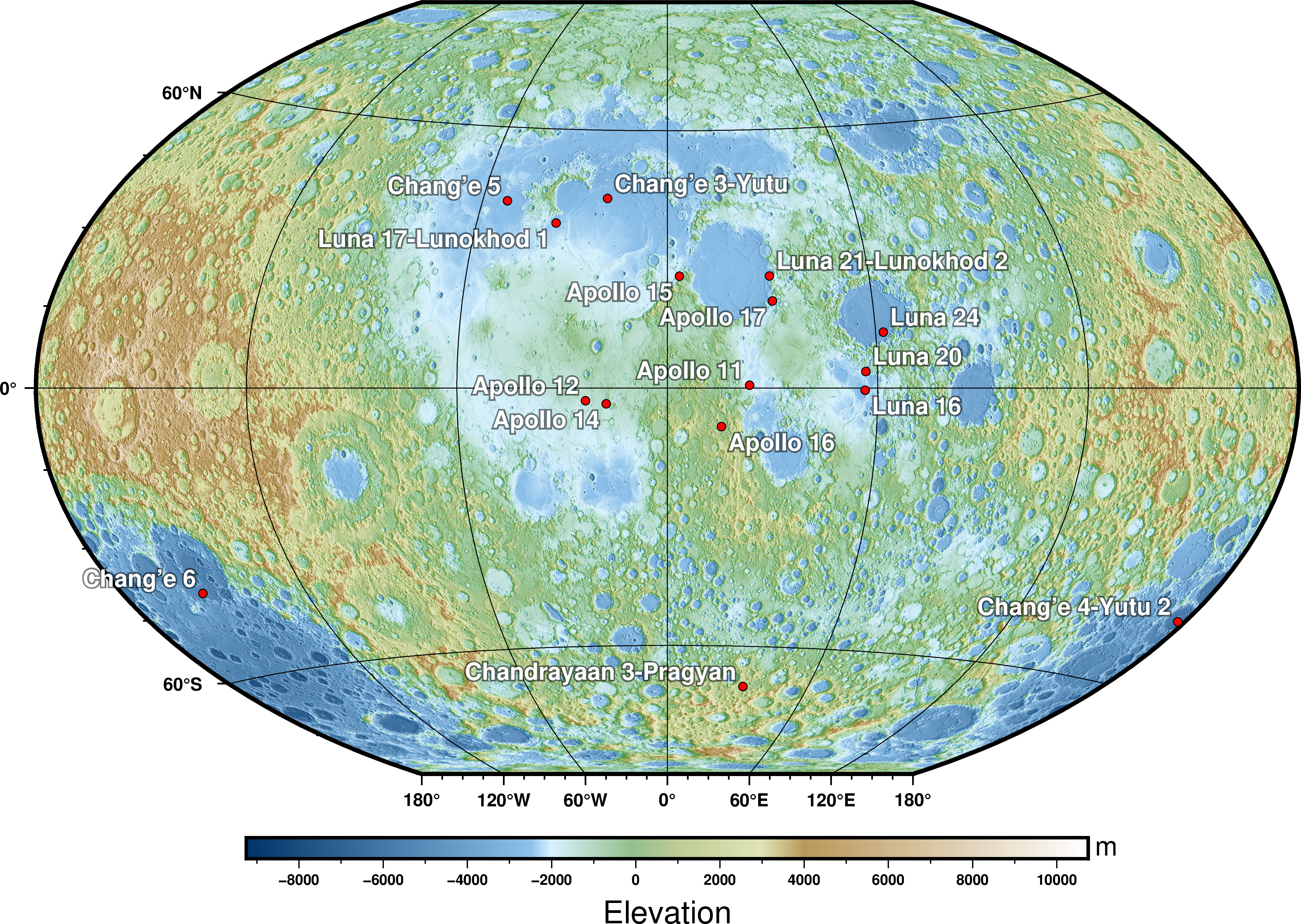
Position aller Mondfähren und -rover

- Lunochod 1 – sowjetischer Mondrover, Start am 10. November 1970 mit einer Proton-K/Block-D-Rakete
- Lunar Roving Vehicle – drei große US-amerikanische Rover zum Transport von Astronauten der Apollo-Missionen, gesteuert manuell von Astronauten, im Einsatz 1971/1972 bei der Apollo-15-, -16- und -17-Mission
- Lunochod 2 – weiterer sowjetischer Mondrover, Start am 8. Januar 1973 ebenfalls mit einer Proton-K/Block-D-Rakete
- Jadehase – der erste chinesische Mondrover wurde am 14. Dezember 2013 von der chinesischen Mondsonde Chang’e-3 ausgesetzt
- Jadehase 2 – wurde am 3. Januar 2019 von der chinesischen Mondsonde Chang’e-4 auf der Mondrückseite ausgesetzt
- Pragyan – indischer Mondrover der Mission Chandrayaan-2, kam nach fehlgeschlagener Landung im September 2019 nicht zum Einsatz
- Raschid – Mondrover der Vereinigten Arabischen Emirate, mit dem Lander Hakuto-R M1 auf den Mond abgestürzt im April 2023
- Sora-Q – japanischer Mondrover, mit dem Lander Hakuto-R M1 auf den Mond abgestürzt im April 2023
- Pragyan – indischer Mondrover der Mission Chandrayaan-3, Wiederholung der fehlgeschlagenen Chandrayaan-2-Mission im August 2023
- LEV-1 und LEV-2 – zwei japanische Mondover, welche von dem Lander SLIM im Januar 2024 ausgesetzt wurden
- Iris – erster Mondrover nach dem Cuberover-Konzept, mit dem Lander Peregrine auf die Erde abgestürzt im Januar 2024
- COLMENA – fünf kleine mexikanische Mondrover, mit dem Lander Peregrine auf die Erde abgestürzt im Januar 2024
- Rover an Bord des Landers Resilience der Mission Hakuto-R M2, im Mai 2025 auf den Mond abgestürzt

### Nicht gestartet
- Lunochod (E-8 Nr. 201) – erster sowjetischer Mondrover, durch Raketenfehlstart am 19. Februar 1969 zerstört
- Lunochod 3, weiterer sowjetischer Mondrover, der im Jahr 1977 zum Mond gebracht werden sollte; diese Mission wurde abgebrochen.

### Geplant
- Chang’e 7 – nächste chinesische Mondmission, Start geplant für 2026

## Mars-Rover

### Gestartet

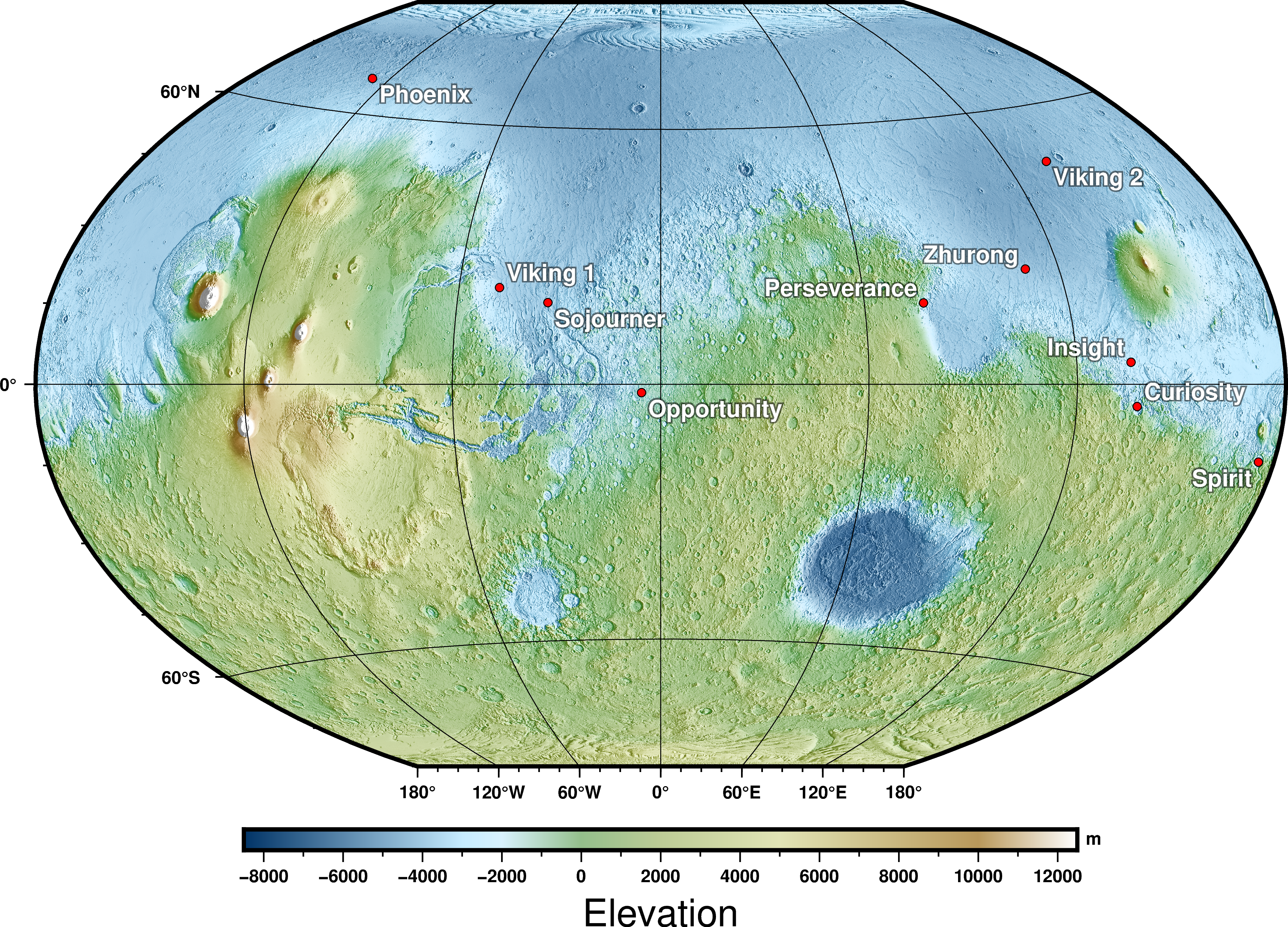
Position aller Marsfähren und -rover

- PrOP-M, die kleinen Rover der sowjetischen Mars-Raumsonden
  - Mars 2 – Landung am 27. November 1971, beim Aufprall zerstört
  - Mars 3 – Landung am 2. Dezember 1971, Lander verstummte nach 20 Sekunden, Rover kam nicht zum Einsatz
- Sojourner – kleiner Rover der Mars-Pathfinder-Mission, Landung am 4. Juli 1997
- Doppelmission Mars Exploration Rover
  - Spirit – Mars Exploration Rover (MER-A), Landung im Krater Gusev am 4. Januar 2004, letzter Funkkontakt am 22. März 2010
  - Opportunity – (MER-B), gelandet im Meridiani Planum am 25. Januar 2004, Funkkontakt bis Mitte Juni 2018, 13. Februar 2019 Offizielle Mission beendet.
- Curiosity – größerer US-Marsrover mit nuklearer Energieversorgung (RTG), gestartet am 26. November 2011, gelandet am 6. August 2012 im Gale-Krater
- Zhurong – Rover der chinesischen Mars-Mission Tianwen-1
- Perseverance – US-amerikanischer Marsrover mit der Technik von Curiosity, aber anderen Instrumenten und geplanter Sample-Return-Mission

## Asteroiden-Rover
Auf Himmelskörpern mit sehr niedriger Gravitation sind Räder nicht gut zur Fortbewegung geeignet, da sie eine relativ hohe Reibung (Rollwiderstand) durch Andruck erfordern. Das Springen mit Hilfe von Schwungmassen ist hier die bisher präferierte Technik.
Die japanische Mission Hayabusa setzte den kleinen, nur 591 Gramm wiegenden Rover MINERVA auf dem Asteroiden (25143) Itokawa aus, der sich springend fortbewegen sollte. Jedoch ging dieser beim Aussetzen im November 2005 verloren.
Die Folgemission Hayabusa 2 hatte insgesamt vier kleine Rover an Bord, um sie auf dem Asteroiden (162173) Ryugu abzusetzen. Sie konnten sich springend fortbewegen. Drei davon waren 2018 sicher gelandet, darunter Rover-1A und Rover-1B, die Weiterentwicklungen von MINERVA sind. Der größte dieser vier Rover ist der knapp 10 kg wiegende MASCOT, der ebenfalls erfolgreichen Einsatz fand; der Vierte, Rover 2, zerschellte im Oktober 2019 auf dem Asteroiden, nachdem die Kontrolle vor der Landung verloren gegangen war.